# Электроцинк
АО «Электроци́нк» — одно из крупнейших предприятий цветной металлургии России, расположенное в Промышленном муниципальном округе Владикавказа, Северная Осетия, входит в структуру УГМК.

## История предприятия
История завода восходит к Алагирскому заводу по выплавке свинца и серебра, давшему первую продукцию 21 мая (2 июня) 1853 года:86. Завод по производству цинка начинался как небольшое предприятие с бельгийским капиталом «Алагир» в 1898 году. Первый в России цинк был получен на этом заводе 1 января 1905 года:86. В марте 2005 года на «Электроцинке» отметили 100-летие со дня выработки первой партии цинка.
В 1922 году на базе предприятия было создано объединение «Кавцинк». Директором индустриального построения комбината и первым директором уже построенного комбината был Ефрем Иванович Осепян, окончивший Промакадемию и институт «Цветметзолото» в Москве, репрессирован в 1938 году и замещён начальником свинцового цеха Ефимом Славским (будущим крупным руководителем Атоммаша).:86. 2 января 1934 года на заводе был получен первый в СССР электролитный цинк (содержание металла 99,9 %). С того времени завод стал называться «Электроцинк»:86. Для обеспечения работы электролитного цеха строилась Гизельдонская ГЭС.
С началом Великой Отечественной войны завод перешёл на обслуживание оборонных заказов и производство запчастей для сельскохозяйственной техники. Основное технологическое оборудование было вывезено в казахстанский город Усть-Каменогорск, где был позже построен свинцово-цинковый комбинат.
В 1945—1970-е годы на заводе разрабатывали и осваивали уникальные технологии. Первые промышленные печи для обжига концентратов в кипящем слое взамен многоподовых печей были построены на «Электроцинке», предложены они были в 1946 году:87. Завод рассматривался как базовый для внедрения и отработки новых технологий и систем автоматизации.
Начало рыночных реформ принесло на предприятие серьёзные проблемы экономического, технического и экологического характера. Производство было практически на грани остановки.
В конце 2003 года завод вошёл в состав холдинга «Уральская горно-металлургическая компания».

## Производство
До этого завод производил цинк, кадмий, серную кислоту, цинк-алюминиевые сплавы. В 2017 году завод произвёл 73 676 тонн чушкового цинка, 307 тонн кадмия, 123 936 тонн серной кислоты. С 2016 года производство свинца прекращено.
Но на данный момент завод закрыт. На нем ведется чистка.

## Сырьевая база
С июля 2004 года в составе ОАО «Электроцинк» работало Садонское рудоуправление со своей инфраструктурой, обогатительной фабрикой и рудниками. Поскольку запасы руды были выработаны ещё к 80-м годам прошлого века, а разведанные месторождения имеют низкую мощность, в 2009 году Садонское рудоуправление было ликвидировано. Работает обогатительная фабрика в Мизуре, перерабатывая промпродукты завода «Электроцинк».
Обогатительная фабрика в Мизуре открылась после реконструкции в 2004 году. Ежегодно здесь предполагалось перерабатывать 100 тысяч тонн руды с Садонского и Архонского месторождений и получать 3 тысячи тонн свинца и 7 тысяч тонн цинка в концентрате, которые должны были поставляться на «Электроцинк». «Электроцинк» работает исключительно на привозных концентратах, в основном с Учалинского и Гайского ГОКов.

## Экологические проблемы
К 2000-м годам производство на «Электроцинке» практически остановилось, завод был на грани банкротства. Однако в 2003 году владельцем предприятия стало ОАО «Уральская горно-металлургическая компания» (УГМК), и производство цинка, свинца, кадмия и серной кислоты снова стало расти.
Как следствие, стали расти и вредные выбросы в атмосферу города. Поднялась волна протестов. Местные жители выступали за закрытие или перенос «Электроцинка», считая, что именно завод виновен в заражении почв, атмосферы и воды, а значит, в росте числа заболеваний в регионе. Недовольство жителей города вызывала работа предприятия на давно устаревшем оборудовании, которое не соответствовало экологическим нормам, и нежелание владельцев модернизировать завод.
Точка кипения была достигнута в октябре 2009 года, когда из-за мощного выброса окиси серы над Владикавказом повисла густая пелена. Многие горожане отметили у себя головные боли и першение в горле. Между тем представители «Электроцинка» объяснили выброс вводом нового оборудования, а не аварийной ситуацией. Однако до конца октября на заводе случилось ещё пять выбросов.
В результате около 500 жителей Владикавказа вышли на митинг с требованием к властям разобраться в ситуации: закрыть завод или заставить его поставить очистные сооружения.
Дальнейшие пикеты, фотографии белой пелены над городом, множество статей в СМИ, как региональных, так и федеральных, привлекли внимание властей. Минприроды России рекомендовало владельцам УГМК закрыть завод до того, как можно будет гарантировать безопасные выбросы.
«Завод „Электроцинк“ с 5 октября 2009 года неоднократно осуществляет аварийные сверхлимитные выбросы вредных веществ в атмосферу. В результате выброса, зафиксированного 28 октября, в среднем по городу Владикавказу выявлено превышение предельно допустимой концентрации диоксида серы в атмосферном воздухе более чем в шесть раз», — говорится в сообщении Минприроды.
Работа завода не была остановлена, но владельцы сменили директора и объявили о начале модернизации. В 2010 году было заключено мировое соглашение между заводом, Роспотребнадзором республики и администрацией Владикавказа.
Соглашение предусматривало к 2014 году модернизацию производства, установку санитарно-защитной зоны предприятия и проведение мероприятий по оздоровлению жителей.
Во исполнение соглашения к 2014 году завод вложил около 440 млн рублей в модернизацию, в частности перешел на новую технологию производства свинца, осуществил реконструкцию всех цехов предприятия, в том числе сернокислого производства, ввод в эксплуатацию в 2008 году промливневой канализации. В 2014 году градирни электролитного цеха позволили предприятию войти в рамки предусмотренных лимитов.
Росприроднадзор по Северной Осетии в своем отчёте о состоянии атмосферного воздуха в 2013 году отмечает, что измерения не проводятся в правобережном промышленном районе города, то есть там, где расположен завод «Электроцинк». Кроме того, измерения выполняются по неполной программе — всего три раза в день, шесть дней в неделю.
Средние показатели загрязненности по году в норме, но отдельные замеры показывают превышение допустимых уровней, даже по официальной статистике. Так, показатели по содержанию диоксида серы превышали норму более чем вдвое в пяти случаях из 283; по диоксиду азота в 3,5 раза в 34 случаях из 283; по оксиду азота в 1,75 раза в четырёх случаях из 283.
«Что касается экологического контроля, осуществляемого в Республике Осетия, „Электроцинк“ сам себе осуществляет этот контроль. Единственный владелец правдивой информации — сам завод. Другие лаборатории в ночное время не регистрируют выбросы „Электроцинка“.
Чтобы представить ситуацию, надо приехать во Владикавказ, пожить там неделю и подышать ночным воздухом (выбросы осуществляются по ночам). Должна быть независимая лаборатория, находящаяся в руках экологической структуры. Она должна не по графику завода делать замеры. Они же знают, когда предприятие осуществляет выбросы, и делают замеры в то время, когда они уже развеялись», — сообщает портал НКО по материалам заседания в Общественной палате РФ.
При этом очистка атмосферных выбросов завода лишь частично решает проблему. Почвы вблизи предприятия пропитаны тяжелыми металлами, которые продолжают негативно влиять на здоровье населения и окружающую среду.
«Ранжирование объектов среды обитания по загрязнению выявляет, что самым загрязненным объектом в республике и Владикавказе является почва. В почвах Владикавказа, Пригородного и Алагирского районов содержатся соли тяжелых металлов в больших количествах. Однако до сих пор достоверно не выявлены источники столь высокого загрязнения почв республики. С одной стороны, это выбросы промышленных предприятий и автотранспорта, которые накапливались десятилетиями, с другой стороны, из-за близости к горным породам есть возможность высоких фоновых концентраций тяжелых металлов», — отмечается в докладе Всероссийского общества охраны природы.
В рамках мирового соглашения «Электроцинк» заменил почву на территории трех детских садов. Как отметил по итогам работы представитель завода Сергей Голомзик, заменить почву крайне сложно, на территории республики нет «донорских» участков, откуда можно было бы взять в большом количестве подходящий грунт, а значит, заменить всю отравленную тяжелыми металлами почву невозможно.
Согласно отчету Роспотребнадзора за 2013 год почти треть проб почв в районах, близких к промышленным комплексам, превышены нормативные показатели по содержанию вредных веществ. Превышения содержания тяжелых металлов отмечены, в том числе, на территории детских садов и площадок.
Основными загрязнителями почв являются свинец, кадмий, цинк и медь. Загрязнение почв опасно повторным попаданием вредных веществ в атмосферу, проникновением в поверхностные воды, а также в организм человека.
Специалисты Санкт-Петербургского «Центра экспертиз и изысканий», которые на деньги местных жителей в 2012 году обследовали территорию жилых кварталов вблизи «Электроцинка», обнаружили многократное превышение предельно допустимых концентраций свинца, цинка, кадмия, мышьяка.
С 2004 по 2017 годы «Электроцинк» реализовал ряд программ по модернизации и техперевооружению производства. Благодаря этому объёмы выбросов загрязняющих веществ в атмосферу Владикавказа снизились на 85 % . «С 2004 года мы достигли снижения выбросов загрязняющих веществ на 5,6 тыс. тонн в год — с 6,5 тыс. тонн до 0,9 тыс. тонн в год, то есть более чем в 7,2 раза (или на 85 %). С 2010 года за счет проведенных мероприятий „Электроцинк“ работает в рамках установленных для предприятия нормативов предельно-допустимых выбросов (ПДВ) загрязняющих веществ в атмосферу. Фактические выбросы предприятия намного меньше установленных проектом ПДВ и разрешением на выброс загрязняющих веществ в атмосферный воздух, выданных управлением Росприроднадзора по РСО-Алания (Республике Северная Осетия — Алания — прим. ТАСС)», — сказал Ходыко. Он подчеркнул, что в 2016 году выбросы составили всего 58 % от годового объёма предельно допустимых выбросов. «Эти данные подтверждаются и контролем, осуществляемым управлением Росприроднадзора по РСО — Алания». 

### Пожар 21 октября 2018 года
В ночь на 21 октября на территории завода произошёл пожар, в ходе его тушения от обрушения стены погиб один пожарный. Как заявил директор завода Игорь Ходыко, загорелся цех электролиза, там горели электролизные ванны, сделанные из полимеров. Около полудня пожарным удалось локализовать очаг возгорания и к 15:00 — полностью потушить его, столб дыма над предприятием исчез.
Почти безветренная погода привела к тому, что чёрный дым скопился в слое атмосферы над городом; хотя ответственные лица, включая председателя правительства, утверждают, что угрозы для здоровья нет, многие жители предпочли уехать из города в сёла республики, в другие регионы или в горную местность. Председатель правительства Таймураз Тускаев заявил, что готов перенести рабочее место на территорию завода.
Работа предприятия остановлена. Восстановление сгоревшего цеха может занять минимум 8 месяцев.
31 мая 2019 года было сокращено 1128 работников предприятия, что составляет 63 % от численности работников на 1 января 2018 года (1800 чел.).

### Закрытие
В мае 2019 года началась консервация предприятия. По информации зампреда правительства Северной Осетии — Алании Ахсарбека Фадзаева в мае 2019 года «оборудование не эксплуатируется, присутствует только дежурный персонал».
7 сентября, Сергей Меняйло сообщил, что имущественный комплекс завода "Электроцинк" будет продан республике по цене 144 рубля без НДС. В будущем на территории предприятия планируется развернуть промышленный или индустриальный парк. Оставшийся клинкер продолжает вывозить УГМК.

## Известные сотрудники
- Филатов, Василий Алексеевич — Герой Социалистического Труда (1966).
- Цомартов, Афако Кайтикоевич (1925—1973) — Герой Социалистического Труда (1971).